# John Deely
John Nathaniel Deely (Chicago (Illinois), 26 april 1942 – Greensburg (Pennsylvania), 7 januari 2017) was een Amerikaans filosoof en semioticus. Hij was hoogleraar aan het Saint Vincent College in Latrobe (Pennsylvania); voordien hield hij de Rudman Chair of Graduate Philosophy in het Center for Thomistic Studies aan de University of St. Thomas in Houston (Texas). In 2001 was hij voorzitter van de Semiotic Society of America.
Zijn voornaamste onderzoeksgebied betrof de rol van semiosis (de werking van tekens) in het vormen van relaties tussen objecten en dingen. Hij bestudeerde met name de manier waarop de ervaring zelf een dynamische structuur is, een web geweven van triadische relaties waarvan de elementen of termen (representamen, significate en interpretant) doorheen de tijd in de 'spiraal van semiosis' posities en rollen uitwisselen.
Deely was getrouwd met Brooke Williams.
- Bibliothèque nationale de France: cb12032055t (data)
- Gemeinsame Normdatei: 122220099
- International Standard Name Identifier: 0000 0001 0900 3142
- Library of Congress Control Number: n82032046
- Nationale Bibliotheek van Letland: 000034062
- Bibliotheek van het Japanse parlement: 00676805
- Nationale Bibliotheek van Tsjechië: uk2018992425
- Nationale bibliotheek van Australië: 35034531
- Nationale Bibliotheek van Israël: 987007260331205171
- Nederlandse Thesaurus van Auteursnamen: 070725942
- LIBRIS: 294734
- SNAC: w68r1bqt
- Système universitaire de documentation: 028496256
- Virtual International Authority File: 51705378
- WorldCat: E39PBJjtbcR88W3FV7fdtvcHG3